# خليفة مبارك
خليفة مبارك (مواليد 30 أكتوبر 1993) لاعب كرة قدم إماراتي يجيد اللعب في الدفاع.

## مسيرة اللاعب
لعب في نادي النصر ونادي خورفكان ونادي شباب الأهلي ونادي خورفكان.

## روابط خارجية
- خليفة مبارك على موقع ناشيونال فوتبول تيمز (الإنجليزية)
- خليفة مبارك على موقع Soccerway.com (الإنجليزية)